# Lijst van planetoïden 62101-62200
| Naam                | Voorlopige naamgeving | Datum ontdekking  | Ontdekker      |
| ------------------- | --------------------- | ----------------- | -------------- |
| (62101) -           | 2000 RC95             | 4 september 2000  | LONEOS         |
| (62102) -           | 2000 RE95             | 4 september 2000  | LONEOS         |
| (62103) -           | 2000 RS95             | 4 september 2000  | LONEOS         |
| (62104) -           | 2000 RZ95             | 4 september 2000  | LONEOS         |
| (62105) -           | 2000 RN96             | 4 september 2000  | NEAT           |
| (62106) -           | 2000 RC97             | 5 september 2000  | LONEOS         |
| (62107) -           | 2000 RF97             | 5 september 2000  | LONEOS         |
| (62108) -           | 2000 RS97             | 5 september 2000  | LONEOS         |
| (62109) -           | 2000 RT97             | 5 september 2000  | LONEOS         |
| (62110) -           | 2000 RX97             | 5 september 2000  | LONEOS         |
| (62111) -           | 2000 RG99             | 5 september 2000  | LONEOS         |
| (62112) -           | 2000 RM99             | 5 september 2000  | LONEOS         |
| (62113) -           | 2000 RP99             | 5 september 2000  | LONEOS         |
| (62114) -           | 2000 RV99             | 5 september 2000  | LONEOS         |
| (62115) -           | 2000 RW99             | 5 september 2000  | LONEOS         |
| (62116) -           | 2000 RC101            | 5 september 2000  | LONEOS         |
| (62117) -           | 2000 RC102            | 5 september 2000  | LONEOS         |
| (62118) -           | 2000 RG102            | 5 september 2000  | LONEOS         |
| (62119) -           | 2000 RH102            | 5 september 2000  | LONEOS         |
| (62120) -           | 2000 RL102            | 5 september 2000  | LONEOS         |
| (62121) -           | 2000 RO102            | 5 september 2000  | LONEOS         |
| (62122) -           | 2000 RS102            | 5 september 2000  | LONEOS         |
| (62123) -           | 2000 RC103            | 5 september 2000  | LONEOS         |
| (62124) -           | 2000 RP103            | 5 september 2000  | LONEOS         |
| (62125) -           | 2000 RU104            | 6 september 2000  | LINEAR         |
| (62126) -           | 2000 RW104            | 6 september 2000  | LINEAR         |
| (62127) -           | 2000 RY105            | 5 september 2000  | LINEAR         |
| (62128) -           | 2000 SO1              | 18 september 2000 | LINEAR         |
| (62129) -           | 2000 SR1              | 19 september 2000 | LINEAR         |
| (62130) -           | 2000 SS1              | 20 september 2000 | W. K. Y. Yeung |
| (62131) -           | 2000 SH4              | 21 september 2000 | J. Nomen       |
| (62132) -           | 2000 SJ4              | 21 september 2000 | J. Nomen       |
| (62133) -           | 2000 SD5              | 20 september 2000 | LINEAR         |
| (62134) -           | 2000 SJ5              | 21 september 2000 | L. Robinson    |
| (62135) -           | 2000 SA6              | 20 september 2000 | LINEAR         |
| (62136) -           | 2000 SR6              | 21 september 2000 | LINEAR         |
| (62137) -           | 2000 SM7              | 22 september 2000 | Spacewatch     |
| (62138) -           | 2000 SO8              | 22 september 2000 | P. G. Comba    |
| (62139) -           | 2000 SB12             | 20 september 2000 | LINEAR         |
| (62140) -           | 2000 SG12             | 20 september 2000 | LINEAR         |
| (62141) -           | 2000 SK12             | 20 september 2000 | LINEAR         |
| (62142) -           | 2000 SQ13             | 21 september 2000 | LINEAR         |
| (62143) -           | 2000 SJ14             | 23 september 2000 | LINEAR         |
| (62144) -           | 2000 SU15             | 23 september 2000 | LINEAR         |
| (62145) -           | 2000 SH16             | 23 september 2000 | LINEAR         |
| (62146) -           | 2000 SV16             | 23 september 2000 | LINEAR         |
| (62147) -           | 2000 SB18             | 23 september 2000 | LINEAR         |
| (62148) -           | 2000 SQ18             | 23 september 2000 | LINEAR         |
| (62149) -           | 2000 ST19             | 23 september 2000 | LINEAR         |
| (62150) -           | 2000 SE20             | 23 september 2000 | LINEAR         |
| (62151) -           | 2000 SZ20             | 24 september 2000 | BATTeRS        |
| (62152) -           | 2000 SC21             | 24 september 2000 | BATTeRS        |
| (62153) -           | 2000 SD21             | 24 september 2000 | BATTeRS        |
| (62154) -           | 2000 SH22             | 20 september 2000 | NEAT           |
| (62155) -           | 2000 SD23             | 25 september 2000 | K. Korlević    |
| (62156) -           | 2000 SL23             | 26 september 2000 | K. Korlević    |
| (62157) -           | 2000 SH24             | 24 september 2000 | LINEAR         |
| (62158) -           | 2000 SK25             | 23 september 2000 | LINEAR         |
| (62159) -           | 2000 SO25             | 23 september 2000 | LINEAR         |
| (62160) -           | 2000 ST25             | 23 september 2000 | LINEAR         |
| (62161) -           | 2000 SU25             | 23 september 2000 | LINEAR         |
| (62162) -           | 2000 SJ26             | 23 september 2000 | LINEAR         |
| (62163) -           | 2000 SE27             | 23 september 2000 | LINEAR         |
| (62164) -           | 2000 SB28             | 23 september 2000 | LINEAR         |
| (62165) -           | 2000 SM29             | 24 september 2000 | LINEAR         |
| (62166) -           | 2000 SM30             | 24 september 2000 | LINEAR         |
| (62167) -           | 2000 SG31             | 24 september 2000 | LINEAR         |
| (62168) -           | 2000 SK32             | 24 september 2000 | LINEAR         |
| (62169) -           | 2000 SZ32             | 24 september 2000 | LINEAR         |
| (62170) -           | 2000 SD33             | 24 september 2000 | LINEAR         |
| (62171) -           | 2000 SH33             | 24 september 2000 | LINEAR         |
| (62172) -           | 2000 SV34             | 24 september 2000 | LINEAR         |
| (62173) -           | 2000 SW34             | 24 september 2000 | LINEAR         |
| (62174) -           | 2000 SX35             | 24 september 2000 | LINEAR         |
| (62175) -           | 2000 SZ35             | 24 september 2000 | LINEAR         |
| (62176) -           | 2000 SJ36             | 24 september 2000 | LINEAR         |
| (62177) -           | 2000 SG37             | 24 september 2000 | LINEAR         |
| (62178) -           | 2000 SN37             | 24 september 2000 | LINEAR         |
| (62179) -           | 2000 SR37             | 24 september 2000 | LINEAR         |
| (62180) -           | 2000 SA38             | 24 september 2000 | LINEAR         |
| (62181) -           | 2000 SC38             | 24 september 2000 | LINEAR         |
| (62182) -           | 2000 SD38             | 24 september 2000 | LINEAR         |
| (62183) -           | 2000 SM38             | 24 september 2000 | LINEAR         |
| (62184) -           | 2000 SQ38             | 24 september 2000 | LINEAR         |
| (62185) -           | 2000 SK39             | 24 september 2000 | LINEAR         |
| (62186) -           | 2000 SS39             | 24 september 2000 | LINEAR         |
| (62187) -           | 2000 SB40             | 24 september 2000 | LINEAR         |
| (62188) -           | 2000 SK41             | 24 september 2000 | LINEAR         |
| (62189) -           | 2000 SQ41             | 24 september 2000 | LINEAR         |
| (62190) Augusthorch | 2000 SS44             | 26 september 2000 | J. Kandler     |
| (62191) -           | 2000 SX45             | 22 september 2000 | LINEAR         |
| (62192) -           | 2000 SL46             | 23 september 2000 | LINEAR         |
| (62193) -           | 2000 SS47             | 23 september 2000 | LINEAR         |
| (62194) -           | 2000 SV47             | 23 september 2000 | LINEAR         |
| (62195) -           | 2000 SM48             | 23 september 2000 | LINEAR         |
| (62196) -           | 2000 SD49             | 23 september 2000 | LINEAR         |
| (62197) -           | 2000 SQ51             | 23 september 2000 | LINEAR         |
| (62198) -           | 2000 SS52             | 24 september 2000 | LINEAR         |
| (62199) -           | 2000 SC53             | 24 september 2000 | LINEAR         |
| (62200) -           | 2000 SX53             | 24 september 2000 | LINEAR         |